# Asesinato de Scott Amedure
El asesinato de Scott Amedure ocurrió el 9 de marzo de 1995, tres días después de la grabación de un episodio del programa de televisión The Jenny Jones Show, al que se responsabilizó parcialmente del crimen cometido.

## Contexto
Scott Bernard Amedure (26 de enero de 1963 - 9 de marzo de 1995) fue un estadounidense  víctima de asesinato. Durante una grabación de The Jenny Jones Show, un programa de entrevistas, Amedure reveló que se sintió atraído por un conocido, Jonathan Schmitz (nacido el 18 de julio de 1970). Tres días después, Schmitz se enfrentó a Amedure y le disparó dos veces en el pecho. Confesó el asesinato y fue declarado culpable de homicidio en segundo grado. La familia Amedure demandó con éxito a The Jenny Jones Show por homicidio culposo, pero el Tribunal de Apelaciones de Míchigan anuló posteriormente la sentencia. El episodio nunca se transmitió, aunque algunos segmentos del mismo se transmitieron para programas de noticias de televisión.

## Aparición enThe Jenny Jones Show
El 6 de marzo de 1995, Amedure grabó en vídeo un episodio de The Jenny Jones Show, en el que admitió ser un admirador secreto de Jonathan Schmitz, que vivía cerca de él en Lake Orion, Míchigan. Hasta la grabación, Schmitz no sabía quién se revelaría como su admirador secreto. Schmitz declaró que participó en el programa por curiosidad, y luego afirmó que los productores insinuaron que su admirador era una mujer, aunque los productores del programa afirman que le dijeron a Schmitz que el admirador podría ser masculino o femenino.
Durante el segmento, Jones animó a Amedure a compartir sus fantasías sobre Schmitz, después de lo cual Schmitz subió al escenario. Según el Washington Post, «los dos hombres intercambiaron un abrazo incómodo antes de que la anfitriona lanzara su bomba». En respuesta a la revelación de Amedure, Schmitz se rio y luego declaró que era «completamente heterosexual».

## Asesinato y consecuencias
Según las imágenes del juicio por asesinato, un amigo de Amedure declaró más tarde que Amedure y Schmitz salieron a beber juntos la noche después de la grabación y presuntamente ocurrió un encuentro sexual. Según el testimonio en el juicio por asesinato, tres días después de la grabación, Amedure dejó una nota «sugerente» en la casa de Schmitz. Después de encontrar la nota, Schmitz retiró dinero de un banco, compró una escopeta y luego fue a la casa móvil de Amedure. Interrogó a Amedure sobre la nota. Schmitz luego regresó a su automóvil, tomó su arma y regresó al remolque de Amedure. Luego le disparó a Amedure dos veces en el pecho, matándolo. Después de matar a Amedure, Schmitz salió de la residencia, llamó al 9-1-1 y confesó el asesinato.

## Juicio y sentencia de Schmitz
En el juicio, los abogados defensores argumentaron que Schmitz, que había sido diagnosticado con depresión maníaca (ahora conocida como trastorno bipolar) y enfermedad de Graves, había cometido un homicidio por enfermedad mental y humillación, mediante la «defensa de pánico gay». Schmitz fue declarado culpable de homicidio en segundo grado en 1996 y sentenciado a 25-50 años de prisión, pero su condena fue anulada en la apelación. Tras un nuevo juicio, volvió a ser declarado culpable del mismo cargo y se le restableció la condena. Schmitz fue liberado de prisión el 22 de agosto de 2017 tras haber obtenido la libertad condicional.

## Juicio de los productores del espectáculo
En 1999, la familia Amedure, teniendo a Geoffrey Fieger como abogado, demandó a The Jenny Jones Show, Telepictures y Warner Bros. por las tácticas de emboscada y, como la familia Amedure lo consideró, sus acciones negligentes que resultaron en la muerte de Amedure. En mayo, el jurado otorgó 29 332 686 USD como indemnización.
El jurado encontró que The Jenny Jones Show fue irresponsable y negligente, y sostuvo que el programa creó intencionalmente una situación impredecible sin la debida preocupación por las posibles consecuencias. El abogado defensor de Time Warner afirmó más tarde que el veredicto causaría un «efecto paralizador» en la industria.
Posteriormente, la Corte de Apelaciones de Míchigan anuló la sentencia en una decisión de 2 a 1. La Corte Suprema de Míchigan se negó a escuchar el caso.

## Cobertura mediática
La controversia de Jenny Jones fue cubierta en la miniserie Trial by Media, en el episodio 1 «Talk Show Murder», en Netflix.